# Borve Castle (Benbecula)

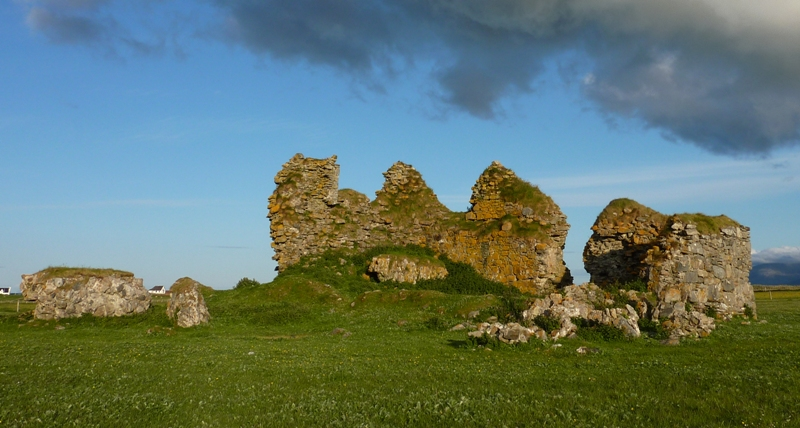
Borve Castle

Borve Castle, auch Castle Wearie oder schottisch-gälisch: Caisteal Bhuirgh, ist die Ruine eines Wohnturms im Südwesten der Insel Benbecula, Teil der schottischen Council Area Äußere Hebriden. Die Architekten McGibbon und Ross schrieben den Bau des Turms Amie mac Ruari (Amy of Garmoran) der Gattin von John of Islay zu und datierten ihn zwischen 1344 und 1363. Die MacDonalds von Benbecula lebten dort bis Anfang des 17. Jahrhunderts.

## Beschreibung
Die Ruine des Wohnturms bedeckt eine Grundfläche von 18 × 11 Metern und ist 9 Meter hoch. Ihre Mauern sind bis zu 2,7 Meter dick. Der Eingang in der Südmauer führte ins erste Obergeschoss des drei Stockwerke hohen Gebäudes. Die Ruinen gelten als Scheduled Monument.